# Schizophrenia (film)
Pour les articles homonymes, voir Angst.
Pour plus de détails, voir Fiche technique et Distribution.
Schizophrenia (titre original : Angst) est un film autrichien de 1983 de Gerald Kargl. Il est inspiré de l'histoire vraie de Werner Kniesek.

## Synopsis
Un psychopathe, qui vient de purger une peine de plusieurs années de prison pour avoir tué au hasard une vieille dame, sort de prison. Il est obsédé par l'idée de commettre un crime. Après s'être arrêté dans une station-service, il prend un taxi et essaie de tuer la conductrice avec ses lacets. Il n'y arrive pas et est obligé de s'enfuir dans la forêt environnante.
Il arrive dans une grande propriété qui semble déserte dans un premier temps, mais où il rencontre un homme handicapé mental et moteur. Deux femmes reviennent, elles sont visiblement allées faire des courses (on découvrira, par petites touches impersonnelles, qu'il s'agit de la mère et de la sœur de l'homme handicapé). Le tueur les attaque et les ligote, tandis que le frère tente de s'échapper. Après l'avoir noyée dans la baignoire, le tueur tente de ranimer la mère, mais se rend compte qu'elle est morte et qu'il ne pourra la tuer en forçant la fille à regarder, comme il en avait l'intention. Alors que les événements ont été jusque-là accompagnés des pensées du tueur, celui-ci semble perdre tout contrôle tandis que la jeune fille tente de s'enfuir et qu'il la poignarde et la viole, tandis que le chien les regarde. 
Il met les trois cadavres dans le coffre d'une voiture et repart en voulant trouver d'autres victimes. 
Après avoir eu un accident de la circulation, il retourne à la station-service où deux policiers lui demandent les papiers de son véhicule. Paniqué et voulant montrer à tous l'horreur de son crime, il ouvre le coffre pour découvrir les cadavres.

## Fiche technique
- Titre original : Angst
- Titre français : Schizophrenia
- Réalisation : Gerald Kargl
- Scénario : Gerald Kargl et Zbigniew Rybczynski
- Photographie : Zbigniew Rybczynski
- Musique : Klaus Schulze
- Production : Gerald Kargl, Josef Reitinger (Lasca Produktions)
- Durée : 75 min (director's cut), 83 min (version internationale)
- Film interdit aux moins de 16 ans avec avertissement

## Distribution
- Erwin Leder : K., le psychopathe
- Rudolf Götz : le fils en fauteuil-roulant
- Silvia Ryder (créditée Silvia Rabenreither) : Silvia, la fille
- Edith Rosset : la mère
- Renate Kastelik : le chauffeur de taxi
- Hermann Groissenberger : le vieil homme au café
- Claudia Schinko : la fille au café
- Beate Jurkowitsch : l'autre fille au café
- Rosa Schandl : la serveuse du café
- Rolf Bock : le premier officier de police
- Emil Polaczek : le deuxième officier de police
- Kuba : le chien de compagnie
- Robert Hunger-Bühler : la voix-off

## Autour du film
- Ce film possède très peu de dialogues et est basé sur le monologue intérieur du tueur.
- La durée du film a été jugée trop courte par le distributeur étranger ; il imposa donc au réalisateur de rallonger son film, pourtant satisfait de son montage. Avec les moyens du bord, Gerald Kargl tourna donc un prologue. Le blu-ray du film, édité par Carlotta, permet au spectateur de choisir entre la version du réalisateur et celle du distributeur.

## Bande sonore
La bande originale du film, créée par Klaus Schulze, contient des musiques à base de percussions et de sons synthétisés, similaires au style du groupe Tangerine Dream, dont Schulze fut l'un des membres.

## Prix
• Film "le plus dérangeant" catégorie Retrospectives du Tournai Ramdam Festival 2013

## Influence
Le réalisateur français Gaspar Noé a cité Angst comme l'une des influences sur son style de réalisation.